# De Ark (Sluiskil)
De Ark is de protestantse kerk van het tot de Zeeuwse gemeente Terneuzen behorende dorp Sluiskil, gelegen aan Louisastraat 43.

## Geschiedenis
Het eerste hervormd kerkgebouw is van 1891 en bevond zich aan de Spoorstraat. Vanwege de verbreding van het Kanaal Gent-Terneuzen werd dit gebouw gesloopt in 1964.
In de nabijheid van de oude kerk kwam een nieuwe kerk gereed, die ontworpen werd door N. Luning Prak. Het is een bakstenen zaalkerk in modernistische stijl, met een schuin afgesneden bakstenen klokkengevel tegen het kerkgebouw aangebouwd.